# Síndrome de disquinesia ciliar
La discinesia ciliar (DCP) o síndrome de Kartagener es un trastorno congénito que afecta a la estructura de cilios y flagelos. Este defecto provoca alteraciones en su barrido (ausencia, anormalidad o descoordinación de los cilios en conjunto). En el 50% de los casos se asocia a un situs inversus (distribución de los órganos del cuerpo en imagen especular). Es una enfermedad genética, autosómica recesiva, de baja frecuencia en general, con una prevalencia de aproximadamente 1 de cada 16 000 nacidos vivos.
Comprende la tríada:
1. Situs inversus total o parcial.
2. Bronquiectasias (dilatación patológica de los bronquios).
3. Sinusitis (inflamación de uno o más senos paranasales).

## Clínica
Se manifiesta clínicamente por variados síntomas: bronquitis obstructiva recurrente, neumonía de repetición, sinusitis recurrente, atelectasias de repetición, otitis media aguda recurrente, bronquiectasias, situs inversus, hígado poliquístico, enfermedades del riñón, problemas en el sistema nervioso central (retinopatía e hidrocefalia), atresia de vías biliares y embarazos ectópicos, todos causados por defectos en la estructura del axonema de cilios, además de la infertilidad masculina (50% de los casos) por defectos en los flagelos.

## Prevalencia
El síndrome de Kartagener (SK) es considerado una enfermedad rara en la población general, porque afecta a un número pequeño de personas. La prevalencia es ~1 en 10.000 nacidos vivos.

## Etiopatogenia
Los defectos de la ultraestructura de los cilios pueden ser variados: afectar a los brazos de dineína, a las proteínas radiales (ausencia o alteraciones); alteración en el número de microtúbulos y/o a su disposición en el axonema. Defectos mayores pueden ser la ausencia o alteraciones del axonema o membrana plasmática de los cilios y flagelos. Cada una de estas anomalías está asociada a un defecto molecular de proteínas que conforman las estructuras mencionadas. Debido a la gran variedad de proteínas involucradas en el trastorno ciliar; los genes responsables del cuadro clínico de DCP son también varios y se encuentran localizados, en diferente cromosomas..

## Antecedentes
En 1933 se describe el síndrome de Kartagener, responsable de situs inversus, sinusitis crónica y bronquiectasias.
En 1977 se describe la Patología congénita que afecta a cilios y flagelos, responsable de infecciones recurrentes en las vías audio-respiratorias y causante de infertilidad masculina, denominándola Síndrome de inmovilidad ciliar.
Actualmente se conoce a ambas como síndrome de discinesia ciliar primaria, trastorno congénito de los cilios, causados por defectos en la ultraestructura de los cilios provocando alteraciones en su barrido, debido a:
- ausencia de barrido;
- anormalidad en el barrido;
- descoordinación de los cilios en conjunto, con o sin situs inversus.

## Diagnóstico
La sospecha de la presencia de esta patología en recién nacidos comienza con antecedentes familiares y luego va seguido de la observación de situs inversus, pero la sospecha más determinante es la presencia de neumonía o rinorrea en el recién nacido durante el primer día de vida.
En niños la presencia de alguno o varios de estos síntomas puede ser una alerta: resfríos crónicos (cuando se ha descartado fibrosis quística), asma que no responda al tratamiento, bronquiectasias, rinosinusitis y otitis media a repetición.
En adolescentes y adultos, además de los anteriormente señalados, se agrega la infertilidad en hombres por inmovilidad del espermatozoide y en mujeres la aparición de embarazos ectópicos debido a la inmovilidad de los cilios que llevan a posicionar al embrión en el útero.
El diagnóstico definitivo se realiza mediante una toma de muestra de células epiteliales nasales o definitivamente de células bronquiales, la cual se observa al microscopio electrónico de transmisión para determinar alteraciones en la ultraestructura de los cilios mediante cortes transversales. En el caso de que cerca del 50% de los cilios observados presente alguna de las anomalías anteriormente señaladas, se confirma el diagnóstico de DCP.

## Tratamiento
Mientras antes es confirmado el diagnóstico, el pronóstico para los pacientes es mejor, así el paciente empieza un tratamiento de por vida, que comienza con la inmunización contra enfermedades respiratorias y un plan periódico de control de infecciones, para evitar el uso de antibióticos por el mayor tiempo posible. A la vez, se debe realizar kinesioterapia (fisioterapia respiratoria) diaria que puede ser efectiva para el drenaje de las vías respiratorias. Usualmente se recomienda el uso de una máscara con presión positiva respiratoria.

## Síndrome de Kartagener y fertilidad
El síndrome de Kartagener es una causa genética de astenozoospermia en los hombres. Sin embargo, este síndrome también puede afectar a la fertilidad de las mujeres, ya que dificulta el movimiento de los óvulos a través de las trompas de Falopio.

### Esterilidad femenina
La mayoría de las mujeres con este síndrome presentan problemas de fertilidad. Tienen un ciclo ovárico normal, pero sus óvulos no son capaces de desplazarse correctamente por las trompas de Falopio. 
Las trompas están recubiertas de cilios que ayudan al óvulo a desplazarse hasta la zona donde tiene lugar el encuentro con el espermatozoide y la fecundación. Una vez el óvulo es fecundado por el espermatozoide, el embrión formado se desplaza hasta el útero para implantarse. Por ellos, las mujeres afectadas por el Síndrome de Kartagener tienen mayores dificultades para que se produzca la fecundación. Además, presentan un índice elevado de embarazo ectópico. 
Se recomienda por tanto en caso de querer tener hijos recurrir a un tratamiento de fecundación in vitro. De esta forma los embriones se transfieren directamente al útero.

### Esterilidad masculina
El problema que presentan los hombres con este trastorno se denomina astenozoospermia o astenospermia. Se trata de una alteración espermática donde la mayoría de los espermatozoides son inmóviles debido a alteraciones estructurales en su flagelo, aunque suelen estar vivos no son capaces de fecundar el óvulo. 
Se debe recurrir a una FIV-ICSI. De esta forma es el propio especialista el que selecciona a los espermatozoides y los introduce en el interior del ovocito mediante una microinyección.

## Disquinesia ciliar secundaria
Enfermedad respiratoria, en la que la movilidad de los cilios se ve afectada por factores ambientales, como tabaquismo.